# Panneau de signalisation d'information locale en France
Les panneaux de signalisation d’information locale sont utilisés pour indiquer, en complément de la signalisation de direction, les services et équipements proches utiles aux usagers. 
Cette signalisation est interdite sur autoroute et route à chaussées séparées et sur leurs bretelles d’accès.

## Histoire
Bien que le concept soit utilisé depuis le début des années 1980, les panneaux de signalisation d’information locale, signalant entre autres les hôtels, restaurants et autres activités locales, n'avaient jusqu'en 2008 aucun statut juridique et n'étaient donc pas réglementaires. Il a fallu attendre l'arrêté du 11 février 2008 pour que ces panneaux soient légalisés.
À noter que depuis le 13 juillet 2015, certaines préenseignes, admises auparavant par le Code de l'environnement, doivent être déposées (décret du 30 janvier 2012) : il s'agit de celles relatives à l'activité de restauration, d'hôtellerie, de garage ou de station service de carburant, aux activités liées à des services publics ou d’urgence, hôpitaux, cliniques, pharmacies et aux activités s’exerçant en retrait de la voie publique. Les mentions concernées peuvent être portées sur la SIL.

## Panneau de présignalisation
Le panneau de présignalisation, codifié DC43, annonce les services et équipements desservis au prochain carrefour.
Il est de forme rectangulaire, de couleur de fond différente des couleurs utilisées pour la signalisation de direction. Le signal DC43 comporte une flèche orientée vers la direction concernée.

## Panneau de position
Le panneau de position, codifié DC29, indique, en l’absence de panneau de présignalisation DC43, l’endroit où l’usager doit commencer sa manœuvre pour se diriger vers les services et équipements situés dans la direction indiquée par la flèche. Il est placé dans le carrefour de telle manière que la manœuvre éventuelle soit effectuée devant le panneau.
Il est de forme rectangulaire, de couleur de fond différente des couleurs utilisées pour la signalisation de direction. Le signal DC29 comporte une pointe de flèche dessinée.

## Inscriptions
Les inscriptions des services et équipements sont en caractères italiques (L4). Chaque inscription peut être complétée :
- par un ou deux idéogrammes;
- et par un indicateur de classement pour les activités liées à l’hébergement, suivant le classement officiel du ministère du tourisme.

La flèche orientée ou la flèche dessinée, l’indicateur de classement et les inscriptions sont blanches ou noires suivant la couleur du fond.

## Source
- Arrêté du 11 février 2008 modifiant l’arrêté du 24 novembre 1967 relatif à la signalisation des routes et des autoroutes